# Rhynchozoon arborescens
Rhynchozoon arborescens är en mossdjursart som beskrevs av Canu och Bassler 1928. Rhynchozoon arborescens ingår i släktet Rhynchozoon och familjen Phidoloporidae. Inga underarter finns listade i Catalogue of Life.